# Павлюков, Илья Владимирович
Илья́ Влади́мирович Павлюков (24 июня 1995, Кокошкино, Россия) — российский хоккеист, нападающий.

## Карьера

### Клубная карьера
Воспитанник московской хоккейной школы «Крылья Советов», за которые начал выступать на уровне кубка открытого чемпионата Москвы среди юношей и юниорской лиги Москвы. С сезона 2012/13 начал играть за молодёжную команду «Спартака», хотя на драфт КХЛ не попал.
В первом сезоне стал серебряным призером МХЛ, когда МХК «Спартак» проиграл «Омским Ястребам» в овертайме седьмого матча в Омске. В сезоне 2013/14 Кубка Харламова стал автором победной шайбы МХК Спартак в решающем матче финала против «Красной Армии». После матча этот момент прокомментировал сам Илья: «только мечтал, что заброшу победную шайбу». Кроме того, Павлюков стал лучшим бомбардиром команды-чемпиона. В том же 2014 году выиграл вместе с МХК «Спартак» и Кубок мира среди молодежных команд, где был признан лучшим нападающим турнира.
Перед сезоном 2015/2016 провёл предсезонный сбор с основной командой «Спартака», после чего был снова отправлен в фарм-клуб «Химик». Там Павлюков стал лучшим бомбардиром команды, хотя «Химик» в том сезоне выступил плохо, заняв 24 место. В следующем году получил статус капитана «Химика».
25 сентября 2016 года впервые попал в заявку на матч КХЛ против казахстанского «Барыса», сыграв чуть более 6 минут.
В 2021 году перешел в выступающий в ВХЛ пензенский «Дизель», а в 2023 году — в ХК «Тамбов». С сезона 2024/2025 выступает за Рязань-ВДВ. 

### В сборной
Вызывался в юниорскую сборную России в 2012 году и сборную МХЛ «Красные Звезды» для турне с командами Северной Америки 2014—2015.

## Статистика
| Легенда | Легенда                    | Легенда | Легенда                   | Легенда | Легенда    |
| ------- | -------------------------- | ------- | ------------------------- | ------- | ---------- |
| И       | Количество проведённых игр | Штр     | Штрафное время            | +/−     | Плюс-минус |
| Г       | Голы                       | П       | Голевые передачи          | О       | Очки       |
| -       | Статистика неизвестна      | —       | Статистика не учитывалась |         |            |

## Достижения
- Серебряный призёр МХЛ сезона 2012—2013
- Обладатель кубка Харламова сезона 2013—2014 года

Международные
- Обладатель Кубка Мира среди молодёжных клубных команд (2014)